# P.C. Kierkegaard
Peter Christian Kierkegaard (6. juli 1805 i Hillerød – 24. februar 1888 i Aalborg) var en dansk teolog og biskop over Aalborg stift 1857-1875. Han var storebror til Søren Kierkegaard. 

## Studier og akademisk karriere
I 1822 dimitterede han til Københavns Universitet fra Borgerdydskolen, og i 1826 blev han cand.theol. Derefter beskæftigede han sig med undervisning og yderligere studier. 
I årene 1828-30 var han på udenlandsrejse i Tyskland, Holland og Frankrig; først og fremmest opholdt han sig i Berlin. Han disputerede i Göttingen for den filosofiske doktorgrad for en afhandling om begrebet løgn. Han var kendt som "Der Disputierteufel aus dem Norden".
I 1836 disputerede han for den teologiske licentiatgrad i København og holdt forelæsninger ved universitetet, men opnåede aldrig nogen fast ansættelse, formodentlig på grund af sin tilknytning til Grundtvig og dennes miljø. Denne tilknytning gav ham også et noget anstrengt forhold til sin broder.
I 1836 blev han gift med Elise Marie Boisen, som døde året efter; fra 1841 var han gift med Henriette Glahn (død 1881), med hvem han fik sønnen Poul, som senere blev sindssyg.

## Præst, politiker og biskop
Fra 1842 var P.C. Kierkegaard sognepræst for Pedersborg og Kindertofte ved Sorø. Embedet var han nær ved at miste, da han nægtede tvangsdåb af baptisters børn.
Han blev valgt til Landstinget i december 1849. Den 19. nov. 1856 blev han udnævnt til biskop for Aalborg stift. For en kortere periode i 1867-68 var han kultusminister.
I 1875 søgte han sin afsked som biskop på grund af sit tiltagende tungsind. 
Han efterlod sig en del afhandlinger, artikler og taler og skrev også salmer.
Han er begravet på Almen Kirkegård i Aalborg.